# 12799 von Suttner
12799 von Suttner este un asteroid din centura principală de asteroizi.

## Descriere
12799 von Suttner este un asteroid din centura principală de asteroizi. A fost descoperit pe 26 noiembrie 1995 la Observatorul Kleť par l'Observatorul Kleť. Asteroidul prezintă o orbită caracterizată de o semiaxă mare de 2,44 ua, o excentricitate de 0,14 și o înclinație de 1,7° în raport cu ecliptica.